# 西南政務委員會
西南政務委員會，全稱國民政府西南政務委員會，是中華民國時兩粵元老將官等成立的一個行政機構，與同時期成立的中國國民黨中央執行委員會西南執行部，合稱西南兩機關。1931年由于蔣介石扣押時任立法院院長的胡漢民於南京湯山，5月份反蔣派在廣州召開中央執監委員會非常會議，商議另立政府，後於12月尾到1932年元旦相繼成立西南兩機關，形成兩廣半獨立局面。1936年5月胡漢民離世後，南京國民政府加速打破兩廣半獨立局面，兩廣事變中粵軍的幾個將官相繼投靠南京。同年7月13日，中國國民黨五屆二中全會於南京召開，決議撤銷西南兩機關及一、四集團軍番號。同日，國民政府軍事委員會命令陳濟棠免去本兼各職，派余漢謀接任並派余任第四路軍總司令兼第一軍軍長
，瓦解兩粵對峙南京局面。

## 機構組成
政委會秘書長陳融，委員有約20-30人，主要有：
- 胡漢民（元老派）：蕭佛成、鄧澤如、鄒魯、唐紹儀、林雲陔、劉紀文、劉盧隱、李蟠、詹菊似、羅翼群、李曉生、鄧青陽、黃季陸等；
- 陳濟棠（粵系）：陳濟棠、林翼中、區芳浦等；
- 新桂系：李宗仁、白崇禧、黃旭初、李任仁、張任民、馬君武、麥煥章等。
- 初成立時還有太子派（孫科）：伍朝樞、傅秉常、吳尚鷹等，後孫科赴南京投蔣，太子派就此離開。

## 遺址
廣州市東山區均益路門牌為17號的勵廬，位處東山歷史別墅區，原本是舊日的國民黨西南執行部組織組公寓。